# Le Havre AC
Le Havre Athletic Club är en fransk fotbollsklubb från Le Havre. Hemmamatcherna spelas på Stade Océane. Klubben grundades redan 1872 vilket gör den till en av de äldsta klubbarna i Frankrike.
Le Havre Athletic Club vann det franska mästerskapet för första gången 1899, vilket även var klubbens första år i den högsta divisionen. Dock lämnade motståndarna walk over i både semifinalen och finalen.
Klubben är även känd för sin ungdomsakademi, där man har fostrat spelare som Ibrahim Ba, Jean-Alain Boumsong, Lassana Diarra, Benjamin Mendy och Vikash Dhorasoo.